# Iglasjön (Håcksviks socken, Västergötland)
Iglasjön är en sjö i Svenljunga kommun i Västergötland och ingår i Ätrans huvudavrinningsområde.